# St. Dionysius (Kleinenbroich)

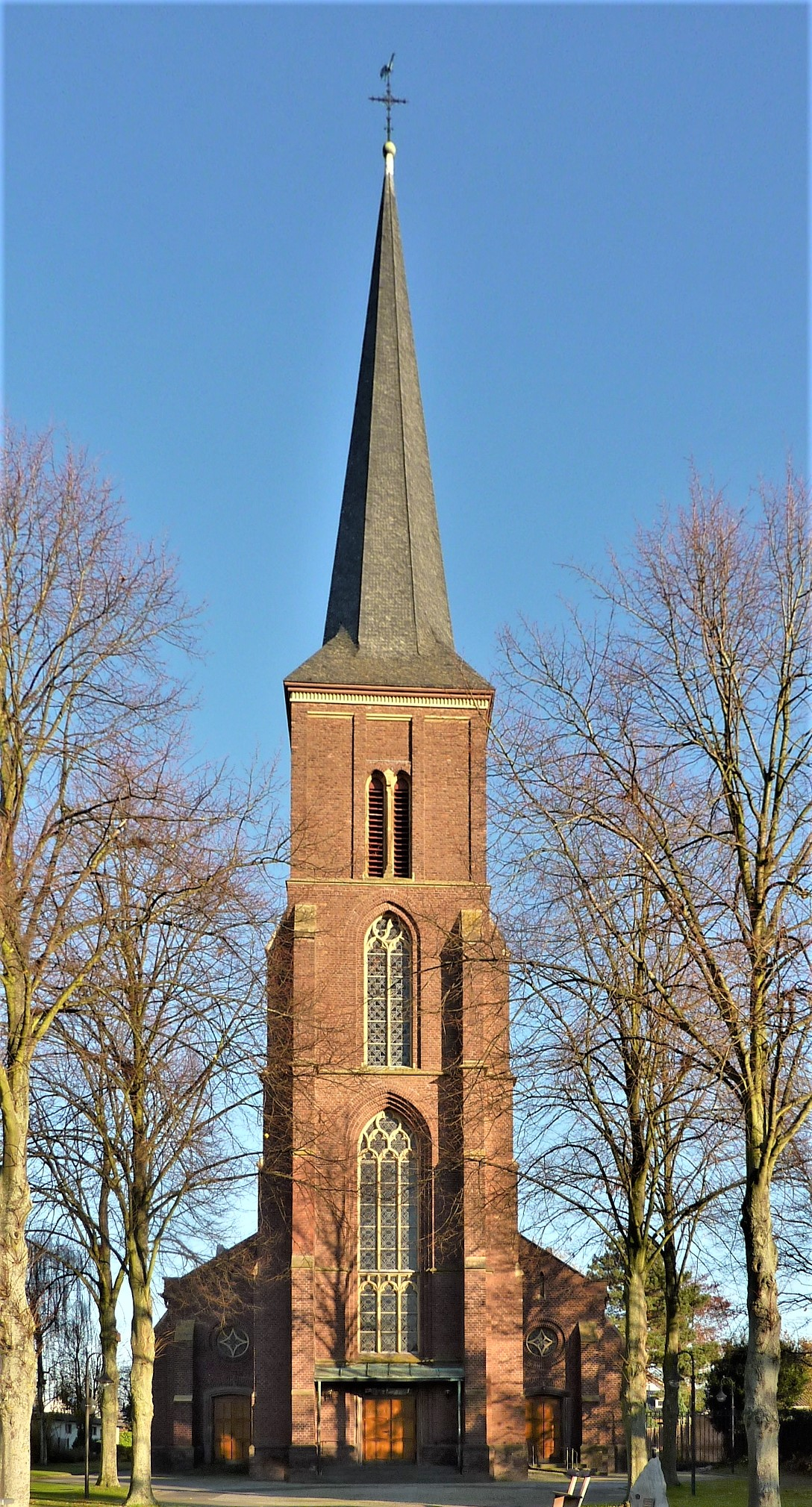
St. Dionysius in Kleinenbroich

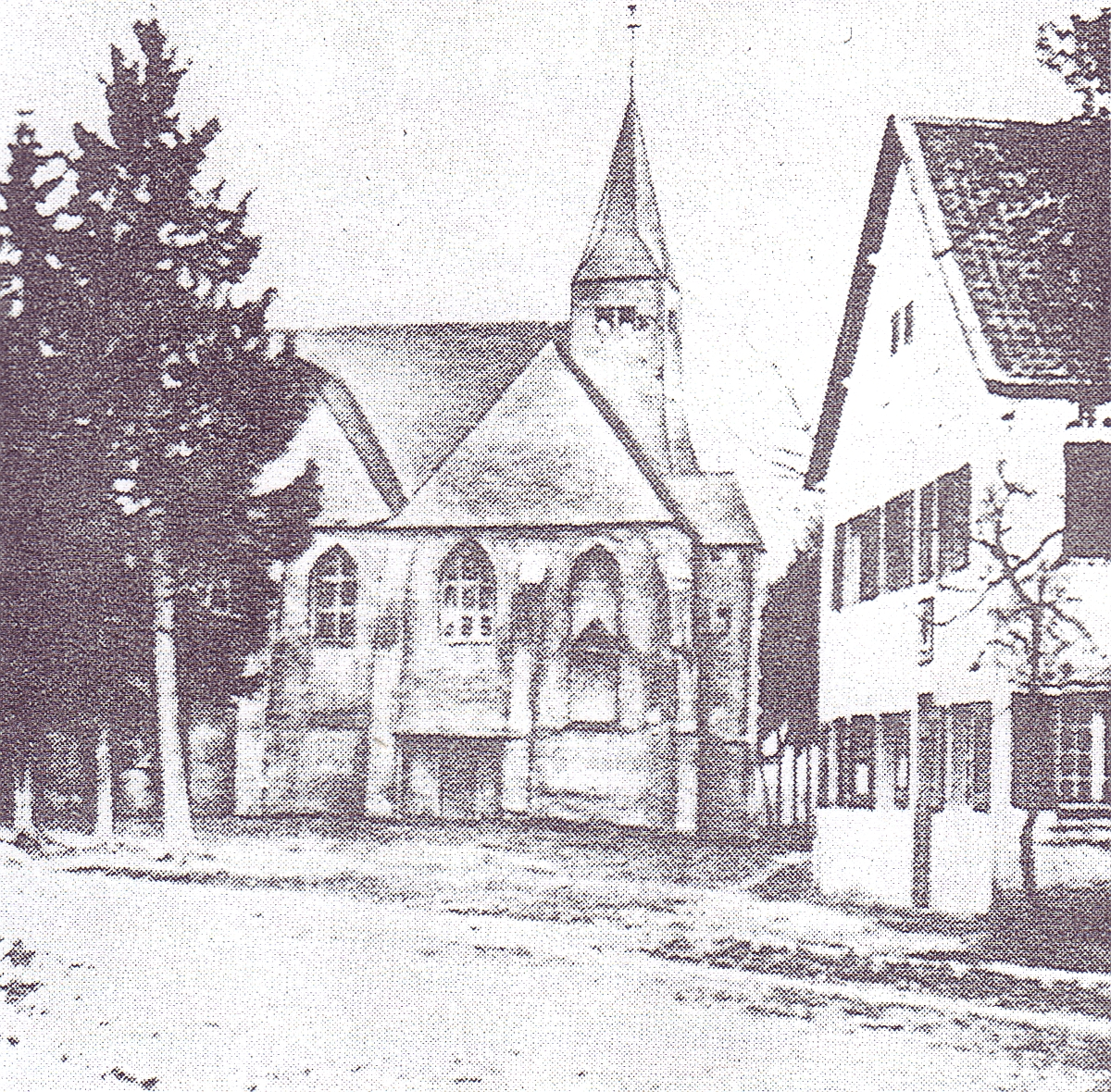
Die alte Kirche St. Dionysius 1873

Die römisch-katholische Kirche St. Dionysius in Kleinenbroich gehört zum Bistum Aachen. Ihr Name stammt vom Hl. Dionysius von Paris.
Gegenüber der Kirche befinden sich das Pfarrbüro und eine katholische Bücherei.

## Geschichte
Nach vorliegenden Quellen sollen die ältesten Besitzer von Haus Kleinenbroich am Neusser Weg eine Maternuskirche erbaut haben, die im Jahre 1160 durch Hildegund von Liedberg als Dionysiuskirche erneuert worden sein soll. Diese Kirche wurde wahrscheinlich um 1300 aufgegeben, weil in dieser Zeit Kleinenbroich mit Büttgen vereinigt wurde.
Die erste in Kleinenbroich erwähnte Kapelle, die dem  hl. Nikolaus tituliert war, wurde 1584 im Truchsessischen Krieg zerstört und daraufhin zwischen 1594 und 1599 unter dem Patronat des hl. Dionysius mit Mitteln der Gemeinde wieder aufgebaut. Im 18. Jahrhundert soll diese Kirche für sich die pfarrlichen Rechte in Anspruch genommen haben. Die offizielle Trennung von Büttgen erfolgte jedoch erst 1799.
Die Kirche von 1594 wurde im Jahr 1873 abgetragen. Im Jahr 1854 wurde der Bau der neuen Kirche in Kleinenbroich beschlossen. Die neugotische Kirche wurde an anderer Stelle nach den Plänen des Baurats Vincenz Statz erbaut. Am 14. Mai 1868 wurde der Grundstein für den Backsteinbau gelegt. Nach der Fertigstellung der dreischiffigen Kirche im Jahr 1869 wurde 1870 der erste Gottesdienst in dieser Kirche gefeiert.
Nach schweren Schäden durch Bombenangriffe im Zweiten Weltkrieg 1945 wurde sie vollständig neu aufgebaut. 1957 waren alle Renovierungsarbeiten abgeschlossen.

## Architektur
Das Kirchengebäude ist aus Backstein gebaut und hat die Form einer dreischiffigen, neugotischen Basilika mit Querschiff. Der Westturm ist vorgesetzt.

## Glocken
1884 erhielt die Kirche vier Glocken. 1917 wurden drei Glocken zu Kriegszwecken eingeschmolzen. Mit Spenden und Sammlungen von den Pfarrangehörigen konnten 1930 die verlorenen Glocken erneuert werden. Im Zweiten Weltkrieg wurden wiederum drei Glocken eingeschmolzen: die alte Glocke von 1884 und zwei der 1930 beschafften.
Im Jahr 1957 wurden vier neue Glocken vom Bochumer Verein für Gußstahlfabrikation angeschafft, feierlich gesegnet und im Glockenturm aufgehängt.

### Technische Daten
| Glocke | Ø (mm) | Gewicht (kg) | Nominal (16tel) | Material  |
| I      | 1690   | 1815         | c’              | Gussstahl |
| II     | 1425   | 1091         | es’             | Gussstahl |
| III    | 1260   | 775          | f’              | Gussstahl |
| IV     | 1110   | 515          | g’              | Gussstahl |

### Geläutemotiv
- O Heiland, reiß die Himmel auf (Gotteslob Nr. 231)[2]

## Denkmalschutz
Die Kirche wurde am 10. September 1985 in die Denkmalliste der Stadt Korschenbroich mit folgendem Text eingetragen:

Backstein, 3–schiffige neugotische Basilika mit Querschiff und vorgesetztem Westturm, Haupteingang erneuert;
Innenausstattung: Beichtstühle, Gestühl, Hauptaltar (Holz auf Sandsteinmensa), Fenster im Chor neu, Orgelempore erneuert, Prospekt neugotisch, Windfänge zeitgenössisch aus Holz.
Nachtrag:
In Ergänzung meines zuvor genannten Bescheides stelle ich hiermit auch den sich wieder im Kirchengebäude befindlichen Seitenaltar (Josefs-Altar) mit sofortiger Wirkung unter Denkmalschutz.
Bei dem zur Verehrung des heiligen Josefs errichteten Altar handelt es sich um ein neugotisches Holzschnitzwerk. Der Altar ist in seiner ursprünglichen Form nicht mehr erhalten. Es fehlen die Predella und eine große Anzahl von Ornamentteilen. Jedoch ist der jetzt noch verbliebene Teil unter kunsthistorischen Gesichtspunkten und seiner heimatgeschichtlichen Bedeutung insbesondere in Zusammenhang mit dem Gesamtkomplex „Pfarrkirche St. Dionysius Kleinenbroich“ als Denkmal einzustufen.
Der Josefs-Altar wurde in die Denkmalliste der Stadt Korschenbroich, lfd. Nr. 045, als Bestandteil des Denkmals „St. Dionysius Pfarrkirche Kleinenbroich“ aufgenommen.